# بلدة لاركن تشارتر (ميشيغان)
لاركن تشارتر (بالإنجليزية: Larkin Charter Township, Michigan)‏ هي بلدة تقع بولاية ميشيغان في الولايات المتحدة. تبلغ مساحتها 84.9 (كم²)، وترتفع عن سطح البحر 208 م، بلغ عدد سكانها 4514 نسمة في عام تعداد الولايات المتحدة 2000 حسب إحصاء مكتب تعداد الولايات المتحدة وتصل الكثافة السكانية فيها 53.2 نسمة/كم2.

## وصلات خارجية
- The US50 - Cities and Towns in Michigan State
- Michigan Cities and Towns, Facts, Map, Flag, Colleges, Government, and More